# تونينيو كارلوس
تونينيو كارلوس (بالبرتغالية: Toninho Carlos‏) هو لاعب كرة قدم برازيلي في مركز الدفاع، ولد في 17 مايو 1963 في Lins, São Paulo ‏ في البرازيل. شارك مع منتخب البرازيل لكرة القدم. أما مع النوادي، فقد لعب مع أتلتيكو مينيرو وجمعية بورتوغيزا الرياضية وسانتو أندريه ونادي بانغو أتلتيكو ونادي بونتي بريتا ونادي جامعة غوادالاخارا ونادي سانتوس ونادي فاماليساو ونادي فيغورينسي ونادي كوريتيبا.

## وصلات خارجية
- تونينيو كارلوس على موقع قاعدة بيانات كرة القدم.إي يو (الإنجليزية)
- تونينيو كارلوس على موقع ناشيونال فوتبول تيمز (الإنجليزية)